# 三輪田元綱
三輪田 元綱（みわだ もとつな、文政11年6月21日（1828年8月1日） - 明治12年（1879年）1月14日）は幕末・明治維新期の勤王家。通称は綱一郎。兄は三輪田米山、妻は三輪田学園創設者の三輪田眞佐子。

## 人物
伊予国久米郡久米村（現・愛媛県松山市）に日尾八幡神社の祠官の三男として生まれる。大洲出身の国学者常磐井厳戈や矢野玄道らと交わり、上洛して大国隆正に学び、平田派国学を修め、勤王の志士として活動した。文久3年（1863年）足利三代木像梟首事件に関わり、但馬国豊岡に五年間幽閉された。
慶応3年（1867年）放免と同時に新政府に登用され、維新後は神祇権少祐から外務権大丞を歴任した。1869年（明治2年）三輪田真佐子と結婚。明治5年には板倉勝任 (華族)らとともに神道と国学の「共心義塾」を開設し、漢学を教えた。
明治12年（1879年）に郷里で52歳で没した。大正5年（1916年）贈従五位。著書に『長暦陰陽』がある。

## 家族
- 祖父・三輪田清綱 ‐ 日尾八幡神社の祠官。[4]
- 祖母・りよ ‐ 松山圓光寺の7代目住職・明月の姪。[4][5]
- 父・三輪田清敏 ‐ 神官[4]
- 兄・三輪田常貞（米山） ‐ 神官、書家[4]
- 次兄・三輪田高房（危行） ‐ 神官[4]
- 妻・三輪田真佐子[4]